# AWM-Microsoft-Forschungspreis für Algebra und Zahlentheorie
Der AWM-Microsoft-Forschungspreis für Algebra und Zahlentheorie ist ein Mathematikpreis der Association for Women in Mathematics (AWM), der 2012 eingerichtet wurde und seit 2014 alle zwei Jahre an junge Mathematikerinnen mit herausragenden Beiträgen zur Algebra oder Zahlentheorie vergeben wird.

## Preisträgerinnen
- 2014 – Sophie Morel, für ihre Forschung in Zahlentheorie, insbesondere für ihre Beiträge zum Langlands-Programm, eine Anwendung ihrer Ergebnisse auf gewichtete Kohomologie und einen neuen Beweis von Brentis kombinatorischer Formel für Kazhdan-Lusztig-Polynome.[1][2]
- 2016 – Lauren Williams, für ihre Forschung in Algebraischer Kombinatorik, insbesondere ihre Beiträge über total negative Grassmannsche, ihre Arbeit zu Cluster-Algebren und ihren Beweis der berühmten Laurent-Positivitäts-Vermutung.[3][4]
- 2018 – Melanie Wood, für ihre Forschung in Zahlentheorie und Algebraischer Geometrie, insbesondere ihre Beiträge in Arithmetischer Statistik und Tropischer Geometrie, und auch für ihre Arbeit mit Ravi Vakil auf das limitierende Verhalten natürlicher Familien von Varietäten.[5][6]
- 2020 – Melody Chan, in Anerkennung ihrer Fortschritte an der Grenze zwischen Algebraischer Geometrie und Kombinatorik.[7][8]
- 2022 – Jennifer Balakrishnan, in Anerkennung ihrer Fortschritte bei der Berechnung rationaler Punkte in algebraischen Kurven über Zahlkörpern.[9][10][11]
- 2024 – Yunqing Tang, in Anerkennung ihrer bahnbrechenden Arbeiten in der arithmetischen Geometrie, einschließlich der Ergebnisse zur Grothendieck-Katz-{\displaystyle p}-Krümmungsvermutung, einer Vermutung von Ogus zur Algebraizität von Zykeln, der arithmetischen Schnitttheorie und der Vermutung über unbegrenzte Nenner von Atkin und Swinnerton-Dyer.[12]

## Ähnliche Forschungspreise der AWM
Neben dem AWM-Microsoft-Forschungspreis für Algebra und Zahlentheorie vergibt die AWM ebenfalls alle zwei Jahre den AWM-Birman-Forschungspreis für Topologie und Geometrie (benannt nach Joan Birman und Joseph L. Birman) sowie den AWM-Sadosky-Forschungspreis in Analysis. Mit den drei Preisen werden jeweils Mathematikerinnen an US-Institutionen geehrt, die zum Vorschlagszeitpunkt innerhalb der ersten zehn Jahre nach ihrer Promotion herausragende Beiträge zu der mathematischen Forschung in den jeweiligen Gebieten geliefert haben.